# Cavriglia
Cavriglia är en ort och kommun i provinsen Arezzo i regionen Toscana i Italien. Kommunen hade 9 554 invånare (2018).